# ゴーフォザサミット
ゴーフォザサミット（欧字名:Go for the Summit、2015年4月2日 - ）は、日本の競走馬。主な勝ち鞍に2018年の青葉賞。
馬名の意味は、「頂点を目指す」。半兄に2012年の産経大阪杯を勝ったショウナンマイティがいる。

## 戦績

### デビュー前
2015年4月2日、北海道新ひだか町の矢野牧場で母ラグジャリーの10番仔として誕生。同年のセレクトセールに上場され、馬主エージェントの鬼塚義臣によって4,300万円（税抜）で落札された。

### 2歳（2017年）
山本英俊によって所有され、美浦・藤沢和雄厩舎に入厩。8月20日に札幌競馬場で行われた新馬戦で鞍上蛯名正義でデビューし、5着となる。続く未勝利戦でも蛯名が手綱を取り、2着に2馬身半差をつけて初勝利を収めた。3戦目はヴァンサン・シュミノーに乗り替わり、百日草特別に出走。単勝4番人気ながらメンバー中最速の上がり3F33.6の末脚で2連勝を飾った。勝ち時計2:00.9は2014年の同レースでルージュバックがマークした2歳コースレコードに0.1秒差と迫る好時計だった。蛯名、シュミノーがともに「まだまだ良くなる」と評したことから、年内は無理をセず、年明けの東京開催まで休養に入った。

### 3歳（2018年）
復帰戦となった共同通信杯(GIII)では、スタートで他馬に寄られて後方からの競馬となり、メンバー中最速の上がり3F33.2の末脚で追い込むも4着に終わる。続くスプリングSでは、後方からレースを進めるも伸びきれずに7着に沈んだ。ダービートライアルの青葉賞(GII)では、年明けの2戦で手綱を取った田辺裕信に代わり、蛯名が鞍上に復帰する。過去2戦が振るわなかったことから単勝6番人気と評価を落としていたが、直線では力強く抜け出し、2着エタリオウに2馬身差をつける完勝で重賞初制覇を果たした。同時に、東京優駿への優先出走権を獲得した。
東京優駿(GI)は、1コーナーでの不利で位置取りが想定より後ろになったことも響いて7着に終わり、蛯名の25回目の挑戦でのダービー初制覇はならなかった。夏には米GIベルモントダービー招待ステークスへの参戦が計画されたが、日本貨物航空全便が整備記録の記載問題のため運行中止になるトラブルに巻き込まれ、遠征は中止された。代わって出走した札幌記念では先行集団から伸びきれず7着に終わった。続く神戸新聞杯でも8着に敗れ、休養に入った。

### 4歳 - 7歳（2019年 - 2022年）
古馬となってからは勝ち星を挙げることなく、2022年4月17日の福島民報杯13着を最後に現役を引退、同年4月21日付で競走馬登録を抹消された。

### 引退後
引退後は馬事公苑で乗馬となる。2022年からは中京競馬場の誘導馬を務めている。

## 競走成績
以下の内容は、netkeiba.comおよびJBISサーチの情報に基づく。
| 競走日     | 競馬場 | 競走名        | 格      | 距離（馬場）  | 頭 数 | 枠 番 | 馬 番 | オッズ （人気） | 着順 | タイム （上り3F） | 着差 | 騎手          | 斤量 [kg] | 1着馬（2着馬）         | 馬体重 [kg] |
| ---------- | ------ | ------------- | ------- | ------------- | ----- | ----- | ----- | --------------- | ---- | ----------------- | ---- | ------------- | --------- | ---------------------- | ----------- |
| 2017.08.19 | 札幌   | 2歳新馬       |         | 芝1800m（良） | 9     | 6     | 6     | 018.40（5人）   | 05着 | R1:51.6（35.5）   | -1.0 | 0蛯名正義     | 54        | ルーカス               | 504         |
| 0000.09.23 | 中山   | 2歳未勝利     |         | 芝1800m（稍） | 11    | 3     | 3     | 005.40（3人）   | 01着 | R1:49.4（35.9）   | -0.4 | 0蛯名正義     | 54        | （アイスフィヨルド）   | 492         |
| 0000.11.05 | 東京   | 百日草特別    | 500万下 | 芝2000m（良） | 8     | 2     | 2     | 010.90（4人）   | 01着 | R2:00.9（33.6）   | -0.1 | 0V.シュミノー | 55        | （ナスノシンフォニー） | 492         |
| 2018.02.11 | 東京   | 共同通信杯    | GIII    | 芝1800m（良） | 12    | 7     | 10    | 007.10（4人）   | 04着 | R1:47.7（33.2）   | -0.3 | 0田辺裕信     | 56        | オウケンムーン         | 500         |
| 0000.03.18 | 中山   | スプリングS   | GII     | 芝1800m（良） | 13    | 7     | 11    | 007.80（4人）   | 07着 | R1:48.8（34.4）   | -0.7 | 0田辺裕信     | 56        | ステルヴィオ           | 500         |
| 0000.04.28 | 東京   | 青葉賞        | GII     | 芝2400m（良） | 18    | 5     | 9     | 014.60（6人）   | 01着 | R2:24.4（34.1）   | -0.3 | 0蛯名正義     | 56        | （エタリオウ）         | 496         |
| 0000.05.27 | 東京   | 東京優駿      | GI      | 芝2400m（良） | 18    | 3     | 6     | 021.30（7人）   | 07着 | R2:24.0（34.5）   | -0.4 | 0蛯名正義     | 57        | ワグネリアン           | 496         |
| 0000.08.19 | 札幌   | 札幌記念      | GII     | 芝2000m（稍） | 16    | 4     | 7     | 019.20（8人）   | 07着 | R2:01.7（37.4）   | -0.6 | 0蛯名正義     | 54        | サングレーザー         | 498         |
| 0000.09.23 | 阪神   | 神戸新聞杯    | GII     | 芝2000m（良） | 10    | 1     | 1     | 012.90（5人）   | 08着 | R2:26.8（35.3）   | -1.2 | 0蛯名正義     | 56        | ワグネリアン           | 494         |
| 2019.03.23 | 中山   | 日経賞        | GII     | 芝2500m（稍） | 12    | 2     | 2     | 019.60（6人）   | 05着 | R2:34.9（35.9）   | -0.7 | 0石橋脩       | 56        | メイショウテッコン     | 512         |
| 0000.05.26 | 東京   | 目黒記念      | GII     | 芝2500m（良） | 13    | 5     | 7     | 013.00（6人）   | 04着 | R2:28.7（35.6）   | -0.5 | 0石橋脩       | 57        | ルックトゥワイス       | 500         |
| 0000.08.18 | 札幌   | 札幌記念      | GII     | 芝2000m（良） | 14    | 5     | 8     | 129.6（10人）   | 10着 | R2:01.0（36.4）   | -0.9 | 0石橋脩       | 57        | ブラストワンピース     | 488         |
| 0000.09.22 | 中山   | オールカマー  | GII     | 芝2200m（良） | 10    | 2     | 2     | 025.60（7人）   | 06着 | R2:12.5（34.3）   | -0.5 | 0石橋脩       | 56        | スティッフェリオ       | 504         |
| 0000.10.27 | 東京   | 天皇賞（秋）  | GI      | 芝2000m（良） | 16    | 6     | 11    | 406.1（16人）   | 11着 | R1:57.7（34.7）   | -1.5 | 0北村宏司     | 58        | アーモンドアイ         | 502         |
| 0000.11.30 | 阪神   | チャレンジC   | GIII    | 芝2000m（良） | 12    | 8     | 12    | 037.9（10人）   | 05着 | R1:59.3（33.8）   | -0.2 | 0北村宏司     | 56        | ロードマイウェイ       | 500         |
| 2020.02.01 | 東京   | 白富士S       | L       | 芝2000m（良） | 14    | 4     | 5     | 006.70（3人）   | 04着 | R1:59.2（34.5）   | -0.1 | 0北村宏司     | 57        | インビジブルレイズ     | 508         |
| 0000.04.19 | 福島   | 福島民報杯    | L       | 芝2000m（重） | 16    | 2     | 3     | 005.50（3人）   | 13着 | R2:04.0（39.4）   | -2.2 | 0団野大成     | 57        | マイネルサーパス       | 508         |
| 0000.05.23 | 東京   | メイS         | OP      | 芝1800m（良） | 13    | 6     | 9     | 013.10（7人）   | 07着 | R1:45.0（34.2）   | -0.7 | 0M.デムーロ   | 57        | アイスストーム         | 506         |
| 0000.06.14 | 東京   | エプソムC     | GIII    | 芝1800m（不） | 18    | 7     | 15    | 114.7（16人）   | 08着 | R1:48.3（35.6）   | -0.6 | 0北村宏司     | 56        | ダイワキャグニー       | 512         |
| 2021.02.06 | 中京   | アルデバランS | OP      | ダ1900m（稍） | 16    | 3     | 5     | 064.9（11人）   | 15着 | R2:01.4（39.2）   | -3.0 | 0団野大成     | 57        | ロードレガリス         | 514         |
| 0000.02.28 | 中山   | 中山記念      | GII     | 芝1800m（良） | 14    | 6     | 10    | 017.20（6人）   | 04着 | R1:45.4（34.5）   | -0.5 | 0蛯名正義     | 56        | ヒシイグアス           | 520         |
| 0000.03.27 | 中山   | 日経賞        | GII     | 芝2500m（良） | 15    | 8     | 14    | 087.4（14人）   | 11着 | R2:34.9（35.6）   | -1.6 | 0丸山元気     | 56        | ウインマリリン         | 518         |
| 0000.04.18 | 新潟   | 福島民報杯    | L       | 芝2000m（不） | 16    | 1     | 2     | 016.90（8人）   | 06着 | R2:06.8（42.1）   | -3.1 | 0杉原誠人     | 56        | マイネルウィルトス     | 516         |
| 0000.05.22 | 東京   | メイS         | OP      | 芝1800m（良） | 14    | 2     | 2     | 013.50（7人）   | 05着 | R1:46.7（34.3）   | -0.4 | 0丸山元気     | 56        | アブレイズ             | 516         |
| 2022.02.27 | 中山   | 中山記念      | GII     | 芝1800m（良） | 16    | 5     | 9     | 086.7（11人）   | 15着 | R1:50.5（39.7）   | -4.1 | 0北村宏司     | 56        | パンサラッサ           | 518         |
| 0000.04.17 | 福島   | 福島民報杯    | L       | 芝2000m（良） | 16    | 3     | 6     | 060.7（14人）   | 13着 | R2:03.2（39.4）   | -3.3 | 0古川吉洋     | 56        | アンティシペイト       | 504         |

## 血統表
| ゴーフォザサミットの血統                      | ゴーフォザサミットの血統                                      | ゴーフォザサミットの血統                        | （血統表の出典）                                | （血統表の出典） |
| 父系                                          | サンデーサイレンス系                                          | サンデーサイレンス系                            | サンデーサイレンス系                            | [ § 2 ]          |
| 父 ハーツクライ 2001 鹿毛 北海道千歳市        | 父の父*サンデーサイレンス 1986 Sunday Silence 青鹿毛 アメリカ | Halo                                            | Hail to Reason                                  | Hail to Reason   |
| 父 ハーツクライ 2001 鹿毛 北海道千歳市        | 父の父*サンデーサイレンス 1986 Sunday Silence 青鹿毛 アメリカ | Halo                                            | Cosmah                                          |                  |
| 父 ハーツクライ 2001 鹿毛 北海道千歳市        | 父の父*サンデーサイレンス 1986 Sunday Silence 青鹿毛 アメリカ | Wishing Well                                    | Understanding                                   | Understanding    |
| 父 ハーツクライ 2001 鹿毛 北海道千歳市        | 父の父*サンデーサイレンス 1986 Sunday Silence 青鹿毛 アメリカ | Wishing Well                                    | Mountain Flower                                 |                  |
| 父 ハーツクライ 2001 鹿毛 北海道千歳市        | 父の母アイリッシュダンス 1990 鹿毛 北海道千歳市               | *トニービン                                     | Kampala                                         | Kampala          |
| 父 ハーツクライ 2001 鹿毛 北海道千歳市        | 父の母アイリッシュダンス 1990 鹿毛 北海道千歳市               | *トニービン                                     | Severn Bridge                                   |                  |
| 父 ハーツクライ 2001 鹿毛 北海道千歳市        | 父の母アイリッシュダンス 1990 鹿毛 北海道千歳市               | *ビューパーダンス                               | Lyphard                                         | Lyphard          |
| 父 ハーツクライ 2001 鹿毛 北海道千歳市        | 父の母アイリッシュダンス 1990 鹿毛 北海道千歳市               | *ビューパーダンス                               | My Bupers                                       |                  |
| 母 * ラグジャリー 1998 Luxury 黒鹿毛 アメリカ | 母の父Storm Cat 1983 黒鹿毛 アメリカ                          | Storm Bird                                      | Northern Dancer                                 | Northern Dancer  |
| 母 * ラグジャリー 1998 Luxury 黒鹿毛 アメリカ | 母の父Storm Cat 1983 黒鹿毛 アメリカ                          | Storm Bird                                      | South Ocean                                     |                  |
| 母 * ラグジャリー 1998 Luxury 黒鹿毛 アメリカ | 母の父Storm Cat 1983 黒鹿毛 アメリカ                          | Terlingua                                       | Secretariat                                     | Secretariat      |
| 母 * ラグジャリー 1998 Luxury 黒鹿毛 アメリカ | 母の父Storm Cat 1983 黒鹿毛 アメリカ                          | Terlingua                                       | Crimson Saint                                   |                  |
| 母 * ラグジャリー 1998 Luxury 黒鹿毛 アメリカ | 母の母Alleged Devotion 1988 鹿毛 アメリカ                     | Alleged                                         | Hoist the Flag                                  | Hoist the Flag   |
| 母 * ラグジャリー 1998 Luxury 黒鹿毛 アメリカ | 母の母Alleged Devotion 1988 鹿毛 アメリカ                     | Alleged                                         | Princess Pout                                   |                  |
| 母 * ラグジャリー 1998 Luxury 黒鹿毛 アメリカ | 母の母Alleged Devotion 1988 鹿毛 アメリカ                     | Morning Devotion                                | Affirmed                                        | Affirmed         |
| 母 * ラグジャリー 1998 Luxury 黒鹿毛 アメリカ | 母の母Alleged Devotion 1988 鹿毛 アメリカ                     | Morning Devotion                                | Morning Has Broken F-No.4-k                     |                  |
| 母系(F-No.)                                   | 4号族(FN:4-k)                                                 | 4号族(FN:4-k)                                   | 4号族(FN:4-k)                                   | [ § 3 ]          |
| 5代内の近親交配                               | Northern Dancer5×4=9.38%、Prince John5×4＝6.25%               | Northern Dancer5×4=9.38%、Prince John5×4＝6.25% | Northern Dancer5×4=9.38%、Prince John5×4＝6.25% | [ § 4 ]          |
| 出典                                          | 1. 2. 3. 4.                                                   | 1. 2. 3. 4.                                     | 1. 2. 3. 4.                                     | 1. 2. 3. 4.      |

- 甥に2021年東京ジャンプステークス勝ち馬のスマートアペックスがいる。そのほかの近親はアウィンドイズライジング#主なファミリーラインを参照。